# ミサンガ

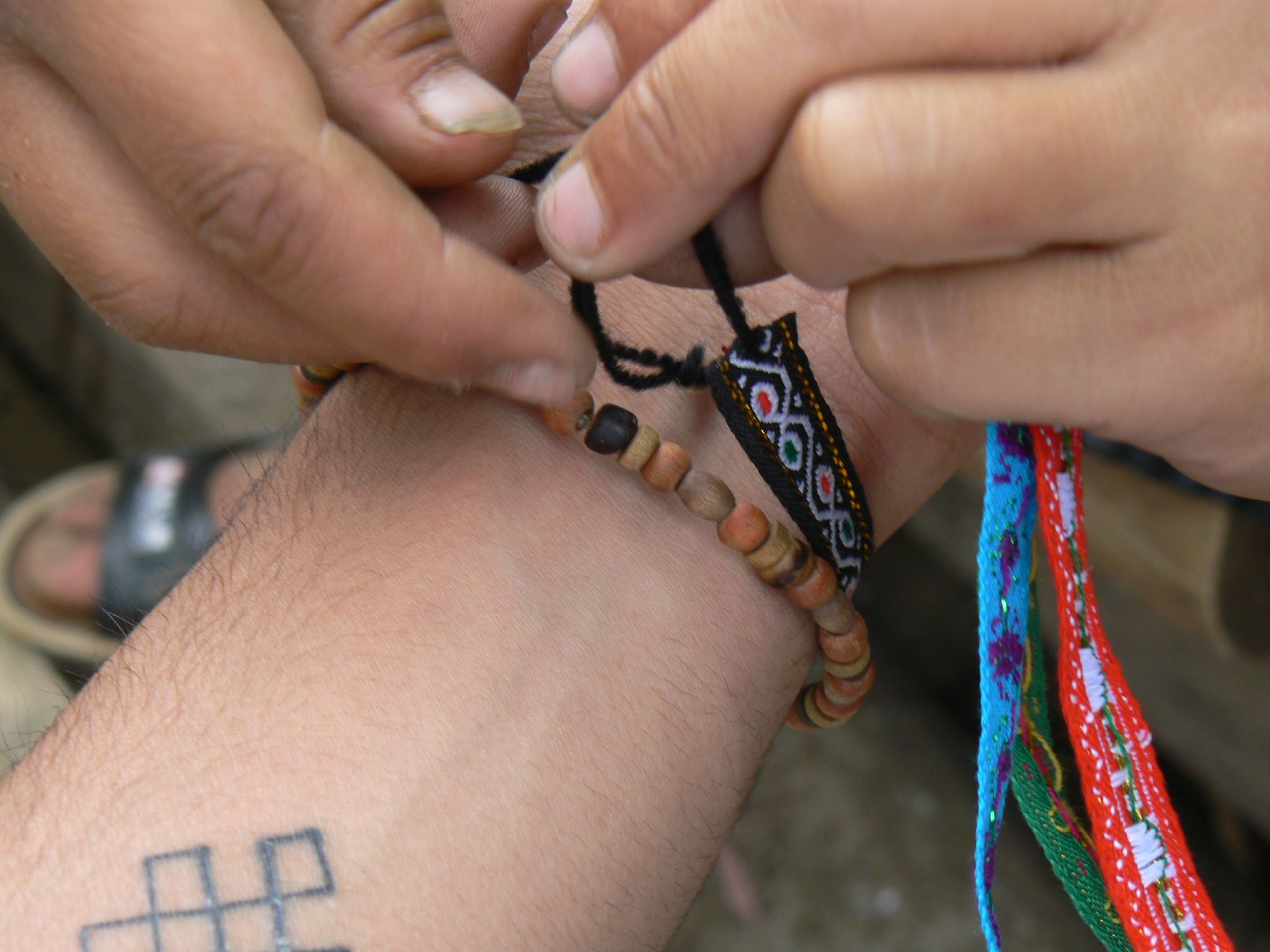
ミサンガ

ミサンガ（葡: miçanga）は、手芸の組み紐の一種である。色とりどりの刺繍糸を何本もあわせて編み、模様をつける。日本ではプロミスリング、プロミスバンドとも言う。

## 概要
「ミサンガ」の語源はポルトガル語であるが、本来の意味は「ビーズ」であり、紐のものを「ミサンガ」と呼ばない。また、「プロミスリング」（Promise Ring）という名称は、英語では、恋人同士などを互いに表現する金属製の指輪の一種を指すことが一般的である。

### 発祥
発祥地についてはポルトガル、ブラジル、グアテマラなど諸説ある。17世紀頃、ポルトガルの「ポン・フィン」という教会で作られていた「フィタ」という名前のひもを結んだのがミサンガの始まりとされている。フィタを編むときに、願いごとや叶えたいことを込めていたという。そのフィタを教会関係者や村人たちは、手や足に結びお守りにした。
ポルトガル語で「ポン・フィン」は「美しい結末」や「良い終わり」という意味がある。これが転じて、編んで身に着けたミサンガが自然に切れると願い事が叶う、という現在の思想に結び付いたと考えられる。
現在ではブラジルバイーア州サルバドールにあるボン・フィン教会が流行の発祥という説がよく唱えられている。ミサンガ・フィタと呼び、紐を2回ほど手首や足首に巻いたのが最初だと言われている。
実際にボン・フィン教会にはおびただしい数のミサンガ（ここではリボン状）が建物外観に結わえられているが、これは、願いが叶った人々がお礼に結んだものだという。なお、この教会には手足の治癒のお礼に義手や義足も多数納められている。

## 日本での広まり
ミサンガは、ポンファン・フィタという名前でポルトガル語圏に広がり、特にサッカー選手が好んで身につけた。
日本では1993年にJリーグが開幕した際、ヴェルディ川崎に所属するラモス瑠偉や北澤豪がチームの勝利などを祈願してミサンガを身につけていた事がきっかけとなり、Jリーグブームの高まりと共に国内に広まった。手首や足首などに巻きつけて使用し、紐が自然に切れたら願いごとがかなうという縁起担ぎ（逆ジンクス）の意味がある。
また同1993年には上記に合わせて女子学生にもミサンガが流行となっていったが、実際に願掛けしている人は少数派であり、また一人あたり平均十本以上のミサンガを所持していたため、こちらは願掛け的な意味合いよりもファッション的な意味合いが大きかったと見られている。
ミサンガはJリーグブームの収束後も若者やスポーツ選手に人気があると言われ、2004年に行われたプロ野球オールスターゲームでは、古田敦也をはじめプロ野球選手が、プロ野球再編問題で2球団合併反対、1リーグ制反対の願いを込めて12球団のイメージカラーをもとに作ったミサンガを使用した。

### 東日本大震災とミサンガ
2011年（平成23年）3月11日に発生した東北地方太平洋沖地震に伴う東日本大震災では、阪神・淡路大震災を大きく上回る被害が発生した。そこでダンスボーカルユニットのEXILEはグループのミサンガを製作し、収益をあしなが育英会を通して震災で親を亡くした子どもの支援に充てることを発表した。ほかにも企業や個人でミサンガを作製・販売してチャリティー活動を展開する動きも見られた。
また、被災地の宮城県石巻市の小中高校生15名が結成した「We make Ishinomaki」は、ボランティアで同地を訪れた人々に配布するために1万本を目標にミサンガ製作を始めた。We make Ishinomakiのメンバーは朝日新聞の取材に対し、「アクセサリーをすることができない被災者とボランティアの人が同じものを身につけることで一体感を生み出したい」「石巻のために子どもでもできることを」という思いから作製したと答えた。
三陸地方では、震災で仕事を失った女性たちが、震災後に漁に用いることのできない漁網を再利用して「浜のミサンガ 環」を製作しており、大きな収入を得るとともに、全国的な話題となっている。